# Tarján, Komárom-Esztergom
Tarján (în germană Tarian) este un sat în districtul Tatabánya, județul Komárom-Esztergom, Ungaria, având o populație de 2.559 de locuitori (2011).

## Demografie
Componența etnică a satului Tarján
     Maghiari (72,4%)
     Germani (26,31%)
     Necunoscut (0,4%)
     Alții (0,89%)
Componența confesională a satului Tarján
     Romano-catolici (58,66%)
     Fără religie (11,84%)
     Reformați (8,44%)
     Necunoscută (20,09%)
     Alte religii (1,48%)
Conform recensământului din 2011, satul Tarján avea 2.559 de locuitori. Din punct de vedere etnic, majoritatea locuitorilor (72,4%) erau maghiari, cu o minoritate de germani (26,31%). Apartenența etnică nu este cunoscută în cazul a 0,4% din locuitori.  Din punct de vedere confesional, majoritatea locuitorilor (58,66%) erau romano-catolici, existând și minorități de persoane fără religie (11,84%) și reformați (8,44%). Pentru 20,09% din locuitori nu este cunoscută apartenența confesională.